# Camilo Cabal
Camilo José Cabal Cabal (Buga, 1918- 1994) fue un ingeniero agrónomo, político y diplomático colombiano, miembro del Partido Conservador Colombiano.
Cabal fue ministro de Agricultura durante las presidencias de Laureano Gómez y Roberto Urdaneta, de donde pasó a gerenciar la Caja Agraria en 1953. Luego del golpe de Estado del Gral. Gustavo Rojas Pinilla en junio de 1953, fue enviado como embajador de Colombia en Austria.
Da nombre al Coliseo de Exposiciones Camilo José Cabal, en su natal Buga.